# Martí Casadevall i Mombardó
Martí Casadevall i Mombardó (Olot, Garrotxa, 24 de desembre de 1886 - Olot, Garrotxa, 14 de juliol de 1968) fou un pintor i escultor català.
Va estudiar dibuix, pintura i escultura a l'Escola d'Art d'Olot amb Josep Berga i Boix. Es va mostrar molt talentós en el dibuix i sobretot en l'escultura. Va treballar a l'estudi de Berga i Boix durant el seu aprenentatge. El 1903 s'incorporà a l'empresa “Las Artes Religiosas”, una fàbrica d'artesania religiosa de J. Sacrest a Olot. Per a aquesta empresa va modelar les figures "El Cucut i la Xurruca" el 1906 a partir d'una idea del calaix Cornet, una parella que es va convertir en el símbol de l'empresa per a l'estudi i el símbol del barri olotenc de Sant Ferriol. El 1916 es va traslladar a la companyia d'art "El Arte Christiana". El 1919 va fundar el seu propi estudi "Renaciemiento". El 1934 va substituir Iu Pascual a la direcció de l'Escola d'Arts i Oficis d'Olot. Va dirigir aquesta escola fins al 1951. El 1958 fou escollit acadèmic corresponente per Olot de la Reial Acadèmia Catalana de Belles Arts de Sant Jordi (RACBA).